# Mercan'Tour Classic Alpes-Maritimes 2025
De vijfde editie van de Mercan'Tour Classic Alpes-Maritimes vond plaats op 26 mei 2025. De wedstrijd maakte deel uit van de UCI Europe Tour, met de categorie 1.1, en de Coupe de France. Van de 71 deelnemers haalden 35 de finish. De Spanjaard Cristian Rodríguez won na een lange solo, voor zijn landgenoot José Félix Parra en de Colombiaan Iván Sosa.

## Parcours
De wedstrijd startte in Puget-Théniers. Onderweg moesten meer dan vierduizend hoogtemeters in 152 kilometer worden overwonnen. Zowel de Col Saint-Martin als de Col de la Couillole moesten worden beklommen, alvorens de finish na de beklimming naar Valberg lag.

## Uitslag
| Plaats  | Naam                | Ploeg                      | Tijd     |
| ------- | ------------------- | -------------------------- | -------- |
| Winnaar | Cristian Rodríguez  | Arkéa-B&B Hotels           | 4u21'23" |
| 2       | José Félix Parra    | Kern Pharma                | + 1'42"  |
| 3       | Iván Sosa           | Kern Pharma                | + 1'49"  |
| 4       | Jesús Herrada       | Cofidis                    | + 2'38"  |
| 5       | Giovanni Carboni    | Unibet Tietema Rockets     | + 2'52"  |
| 6       | Victor Guernalec    | Arkéa-B&B Hotels           | + 3'03"  |
| 7       | Fernando Tercero    | Polti VisitMalta           | + 3'12"  |
| 8       | Clément Braz Afonso | Groupama-FDJ               | + 4'08"  |
| 9       | Alan Jousseaume     | TotalEnergies              | + 4'16"  |
| 10      | Germán Gómez        | Polti VisitMalta           | + 5'27"  |
| 11      | Jaakko Hänninen     | Nice Métropole Côte d'Azur | + 6'07"  |
| 12      | Baptiste Huyet      | Unibet Tietema Rockets     | + 7'14"  |
| 13      | Léo Bisiaux         | Decathlon AG2R La Mondiale | + 8'23"  |
| 14      | Tom Donnenwirth     | Groupama-FDJ               | + 10'47" |
| 15      | Estiven García      | Sistecredito               | + 11'27" |
| 16      | Owen Geleijn        | Unibet Tietema Rockets     | + 11'37" |
| 17      | Álex Martín         | Polti VisitMalta           | + 11'51" |
| 18      | Brieuc Rolland      | Groupama-FDJ               | + 12'30" |
| 19      | Ludovico Crescioli  | Polti VisitMalta           | + 12'50" |
| 20      | Fabien Doubey       | TotalEnergies              | + 14'28" |
|         |                     |                            |          |
| 30      | Sander De Pestel    | Decathlon AG2R La Mondiale | + 22'39" |

2021 · 2022 · 2023 · 2024 · 2025